# Scratchbox
Scratchbox – zestaw narzędzi pozwalający na kompilację skrośną aplikacji w systemie Linux. 
Oryginalnie projekt został stworzony na potrzeby platformy systemu wbudowanego Maemo i był sponsorowany przez Nokię.
Obecnie poza wsparciem platformy Maemo, Scratchbox wspiera architektury ARM i x86, obsługa platform PowerPC i MIPS jest wciąż eksperymentalna. Zestaw narzędzi Scratchbox jest dostępny na wielu dystrybucjach Linuksa.
Projekt rozpowszechniany jest na zasadach licencji GNU General Public License.